# 摩納哥冰河
79°23′54″N 12°36′24″E / 79.39833°N 12.60667°E
摩納哥冰河（挪威語：Monacobreen）是一條冰川，位於挪威的斯瓦尔巴斯匹次卑尔根岛哈康七世區。

## 名稱
為了紀念摩納哥君主阿爾貝一世而命名，他在1906年第三次探險帶領團隊考察並且承擔旅行費用。